# Please Me
Please Me is een single van de Amerikaanse rapper Cardi B met eveneens Amerikaanse zanger Bruno Mars uit 2019.

## Achtergrond
Please Me is geschreven door Bruno Mars, Jonathan Yip, Jeremy Reeves, Ray Romulus, James Fauntleroy, Belcalis Almanzar en Ray McCullough II en geproduceerd door Bruno Mars en The Stereotypes. Het is de tweede samenwerking van B en Mars, nadat ze eerder in 2018 succes hadden met Finesse. Cardi B kondigde via Instagram aan dat de twee het nummer hadden gemaakt en het als single werd uitgebracht. Zowel het nummer als de videoclip zijn vrij seksueel getint, waar de twee elkaar proberen te verleiden. Het nummer haalde slechts in één land een "top 10"-notering. Dit was in de Verenigde Staten, waar het tot de derde plek in de Billboard Hot 100 kwam. In het Nederlandstalige gebied was het minder succesvol. Het kwam tot de 73e plaats in de Single Top 100 en het bleef steken in de Tipparade en de Ultratip van Vlaanderen én van Wallonië.